# Minha Família Perfeita
Minha Família Perfeita é um filme de comédia brasileiro, produzido pela Buena Vista International e com direção de Felipe Joffily. O filme teve sua estreia em  08 de setembro de 2022. É estrelado por Rafael Infante e  Isabelle Drummond.

## Elenco
- Rafael Infante como Fred
- Isabelle Drummond como Denise
- Zezé Polessa
- Antonio Calloni
- Victor Lamoglia